# Miniopterus wilsoni
Miniopterus wilsoni (Monadjem, Guyton, Naskrecki, Richards, Kropff & Dalton, 2020) è un pipistrello della famiglia dei Miniotteridi endemico del Mozambico.

## Descrizione

### Dimensioni
Pipistrello di piccole dimensioni, con la lunghezza totale tra 92 e 95 mm, la lunghezza dell'avambraccio tra 43,7 e 44,2 mm, la lunghezza della coda tra 44 e 45 mm, la lunghezza del piede di 9 mm, la lunghezza delle orecchie tra 10 e 12 mm e un peso fino a 7,8 g

### Aspetto
La pelliccia è lunga. Il colore generale del corpo è marrone,leggermente più chiaro inferiormente. La fronte è molto alta, il muso è stretto e con le narici molto piccole. Il viso è color arancio pesca. Le orecchie sono piccole, triangolari e con l'estremità arrotondata. Il trago è corto, allargato all'estremità e con una leggera rientranza sul bordo anteriore appena sotto di essa. La coda è molto lunga ed è completamente inclusa nell'ampio uropatagio.

### Ecolocazione
Emette ultrasuoni a basso ciclo di lavoro con impulsi di breve durata a frequenza modulata a 56,8 kHz.

## Biologia

### Alimentazione
Si nutre di insetti.

## Distribuzione e habitat
Questa specie è conosciuta soltanto nel Parco Nazionale di Gorongosa, nella parte centrale del Mozambico, e probabilmente anche nel Malawi.
Vive lungo i margini forestali intorno a 1.000 metri di altitudine.

## Conservazione
Questa specie, essendo stata scoperta solo recentemente, non è stata sottoposta ancora a nessun criterio di conservazione.